# Jared Borgetti
Jared Francisco Borgetti Echavarría (Culiacán, 14 agosto 1973) è un ex calciatore messicano, di ruolo attaccante.
Con più di 300 gol tra club e nazionale è uno dei più grandi bomber messicani di sempre e uno dei migliori realizzatori nella storia del Santos Laguna.

## Biografia
Nato a Culiacancito (Sinaloa) nel 1973, Jared Borgetti è un messicano di ascendenza italiana: il nonno paterno, Maurizio Borgetti, era originario di Verona ed inizialmente il cognome era "Borgettino".

## Carriera

### Club
Dopo aver giocato a lungo nella squadra messicana del Santos Laguna si è trasferito in Premier League, al Bolton, nell'estate 2005 per 900.000 sterline.

### Nazionale
Debuttò con la nazionale maggiore messicana il 5 febbraio 1997 contro l'Ecuador. Guadagnò un posto da titolare sul finire del 2000, durante le qualificazioni al campionato del mondo 2002. Disputò quindi con la nazionale la Coppa America 2001, il Mondiale di Corea del Sud-Giappone 2002 (durante il quale segnò, nella sfida pareggiata per 1-1 con l'Italia, il gol del momentaneo 1-0 con un colpo di testa), la Coppa America 2004, la Confederations Cup 2005 (in cui segnò tre gol, contro Brasile e Germania, contribuendo al quarto posto finale dei suoi) e la CONCACAF Gold Cup 2007 (dove segnò due gol), mentre saltò per infortunio la Coppa America 2007.

## Statistiche

### Presenze e reti nei club
| Stagione             | Squadra              | Campionato           | Campionato | Campionato | Coppe nazionali | Coppe nazionali | Coppe nazionali | Coppe continentali | Coppe continentali | Coppe continentali | Altre coppe | Altre coppe | Altre coppe | Totale | Totale | Totale |
| Stagione             | Squadra              | Comp                 | Pres       | Reti       | Comp            | Pres            | Reti            | Comp               | Pres               | Reti               | Comp        | Pres        | Reti        | Pres   | Reti   |        |
| -------------------- | -------------------- | -------------------- | ---------- | ---------- | --------------- | --------------- | --------------- | ------------------ | ------------------ | ------------------ | ----------- | ----------- | ----------- | ------ | ------ | ------ |
| 1993-1994            | Atlas                | PD                   | 2          | 0          | CM              | ?               | ?               | -                  | -                  | -                  | -           | -           | -           | 2+     | 0+     |        |
| 1994-1995            | Atlas                | PD                   | 28         | 13         | CM              | ?               | ?               | -                  | -                  | -                  | -           | -           | -           | 28+    | 13+    |        |
| 1995-1996            | Atlas                | PD                   | 31         | 8          | CM              | ?               | ?               | -                  | -                  | -                  | -           | -           | -           | 31+    | 8+     |        |
| Totale Atlas         | Totale Atlas         | Totale Atlas         | 61         | 21         |                 | ?               | ?               |                    | -                  | -                  |             | -           | -           | 61+    | 21+    |        |
| 1996-1997            | Santos Laguna        | PD                   | 41         | 21         | CM              | ?               | ?               | -                  | -                  | -                  | -           | -           | -           | 41+    | 21+    |        |
| 1997-1998            | Santos Laguna        | PD                   | 29         | 14         | -               | -               | -               | -                  | -                  | -                  | -           | -           | -           | 29     | 14     |        |
| 1998-1999            | Santos Laguna        | PD                   | 32         | 15         | -               | -               | -               | -                  | -                  | -                  | -           | -           | -           | 32     | 15     |        |
| 1999-2000            | Santos Laguna        | PD                   | 39         | 22         | -               | -               | -               | -                  | -                  | -                  | -           | -           | -           | 39     | 22     |        |
| 2000-2001            | Santos Laguna        | PD                   | 37         | 35         | -               | -               | -               | -                  | -                  | -                  | -           | -           | -           | 37     | 35     |        |
| 2001-2002            | Santos Laguna        | PD                   | 31         | 23         | -               | -               | -               | -                  | -                  | -                  | -           | -           | -           | 31     | 23     |        |
| 2002-2003            | Santos Laguna        | PD                   | 39         | 27         | -               | -               | -               | -                  | -                  | -                  | -           | -           | -           | 39     | 27     |        |
| 2003-2004            | Santos Laguna        | PD                   | 35         | 22         | IL              | ?               | ?               | CL                 | 7                  | 4                  | -           | -           | -           | 42+    | 26+    |        |
| Totale Santos Laguna | Totale Santos Laguna | Totale Santos Laguna | 283        | 179        |                 | ?               | ?               |                    | 7                  | 4                  |             | -           | -           | 290+   | 183+   |        |
| 2004-gen. 2005       | Dorados              | PD                   | 14         | 8          | -               | -               | -               | -                  | -                  | -                  | -           | -           | -           | 14     | 8      |        |
| gen.-giu. 2005       | Pachuca              | PD                   | 15         | 8          | -               | -               | -               | CL                 | 5                  | 1                  | -           | -           | -           | 20     | 9      |        |
| 2005-2006            | Bolton               | PL                   | 19         | 2          | FA+FLC          | 4+2             | 1+2             | UEFA               | 7                  | 2                  | -           | -           | -           | 32     | 7      |        |
| 2006-gen. 2007       | Al-Ittihad           | SPL                  | 13         | 8          | CPFF+CPCS       | ?               | ?               | -                  | -                  | -                  | -           | -           | -           | 13+    | 8+     |        |
| gen.-giu. 2007       | Cruz Azul            | PD                   | 17         | 5          | IL              | 1               | 0               | -                  | -                  | -                  | -           | -           | -           | 18     | 5      |        |
| 2007-gen. 2008       | Cruz Azul            | PD                   | 7          | 1          | IL              | 0               | 0               | -                  | -                  | -                  | -           | -           | -           | 7      | 1      |        |
| Totale Cruz Azul     | Totale Cruz Azul     | Totale Cruz Azul     | 24         | 6          |                 | 1               | 0               |                    | -                  | -                  |             | -           | -           | 25     | 6      |        |
| gen.-giu. 2008       | Monterrey            | PD                   | 16         | 8          | IL              | 2               | 0               | -                  | -                  | -                  | -           | -           | -           | 18     | 8      |        |
| 2008-gen. 2009       | Monterrey            | PD                   | 11         | 2          | -               | -               | -               | -                  | -                  | -                  | -           | -           | -           | 11     | 2      |        |
| Totale Monterrey     | Totale Monterrey     | Totale Monterrey     | 27         | 10         |                 | 2               | 0               |                    | -                  | -                  |             | -           | -           | 29     | 10     |        |
| gen.-giu. 2009       | Guadalajara          | PD                   | 7          | 0          | IL              | 0               | 0               | CL                 | 5                  | 0                  | -           | -           | -           | 12     | 0      |        |
| 2009-gen. 2010       | Puebla               | PD                   | 15         | 5          | IL              | 0               | 0               | -                  | -                  | -                  | -           | -           | -           | 15     | 5      |        |
| gen.-giu. 2010       | Atlético Morelia     | PD                   | 15         | 4          | -               | -               | -               | CL                 | 6                  | 3                  | SLNA        | ?           | ?           | 21+    | 7+     |        |
| giu.-dic. 2010       | León                 | PD                   | 16         | 7          | -               | -               | -               | -                  | -                  | -                  | -           | -           | -           | 16     | 7      |        |
| Totale carriera      | Totale carriera      | Totale carriera      | 509        | 258        |                 | 9+              | 3+              |                    | 30                 | 10                 |             | ?           | ?           | 548+   | 271+   |        |

### Cronologia presenze e reti in nazionale
| Cronologia completa delle presenze e delle reti in nazionale ― Messico | Cronologia completa delle presenze e delle reti in nazionale ― Messico | Cronologia completa delle presenze e delle reti in nazionale ― Messico | Cronologia completa delle presenze e delle reti in nazionale ― Messico | Cronologia completa delle presenze e delle reti in nazionale ― Messico | Cronologia completa delle presenze e delle reti in nazionale ― Messico | Cronologia completa delle presenze e delle reti in nazionale ― Messico | Cronologia completa delle presenze e delle reti in nazionale ― Messico |
| Data                                                                   | Città                                                                  | In casa                                                                | Risultato                                                              | Ospiti                                                                 | Competizione                                                           | Reti                                                                   | Note                                                                   |
| ---------------------------------------------------------------------- | ---------------------------------------------------------------------- | ---------------------------------------------------------------------- | ---------------------------------------------------------------------- | ---------------------------------------------------------------------- | ---------------------------------------------------------------------- | ---------------------------------------------------------------------- | ---------------------------------------------------------------------- |
| 5-2-1997                                                               | Città del Messico                                                      | Messico                                                                | 3 – 1                                                                  | Ecuador                                                                | Amichevole                                                             | 1                                                                      |                                                                        |
| 20-9-2000                                                              | San Diego                                                              | Ecuador                                                                | 0 – 2                                                                  | Messico                                                                | Amichevole                                                             | 1                                                                      |                                                                        |
| 27-9-2000                                                              | San Jose                                                               | Messico                                                                | 1 – 0                                                                  | Bolivia                                                                | Amichevole                                                             | -                                                                      |                                                                        |
| 8-10-2000                                                              | Città del Messico                                                      | Messico                                                                | 7 – 0                                                                  | Trinidad e Tobago                                                      | Amichevole                                                             | 3                                                                      |                                                                        |
| 25-10-2000                                                             | Los Angeles                                                            | Stati Uniti                                                            | 2 – 0                                                                  | Messico                                                                | Amichevole                                                             | -                                                                      |                                                                        |
| 15-11-2000                                                             | Toronto                                                                | Canada                                                                 | 0 – 0                                                                  | Messico                                                                | Qual. Mondiali 2002                                                    | -                                                                      |                                                                        |
| 20-12-2000                                                             | Los Angeles                                                            | Messico                                                                | 0 – 2                                                                  | Argentina                                                              | Amichevole                                                             | -                                                                      |                                                                        |
| 24-1-2001                                                              | Morelia                                                                | Bulgaria                                                               | 2 – 0                                                                  | Messico                                                                | Amichevole                                                             | -                                                                      |                                                                        |
| 31-1-2001                                                              | Los Angeles                                                            | Colombia                                                               | 3 – 2                                                                  | Messico                                                                | Amichevole                                                             | -                                                                      |                                                                        |
| 25-3-2001                                                              | Città del Messico                                                      | Messico                                                                | 4 – 0                                                                  | Giamaica                                                               | Qual. Mondiali 2002                                                    | 2                                                                      |                                                                        |
| 11-4-2001                                                              | Monterrey                                                              | Messico                                                                | 1 – 0                                                                  | Cile                                                                   | Amichevole                                                             | -                                                                      |                                                                        |
| 25-4-2001                                                              | Port of Spain                                                          | Trinidad e Tobago                                                      | 1 – 1                                                                  | Messico                                                                | Qual. Mondiali 2002                                                    | -                                                                      |                                                                        |
| 30-5-2001                                                              | Suwon                                                                  | Messico                                                                | 0 – 2                                                                  | Australia                                                              | Conf. Cup 2001 - 1º turno                                              | -                                                                      |                                                                        |
| 1-6-2001                                                               | Ulsan                                                                  | Corea del Sud                                                          | 2 – 1                                                                  | Messico                                                                | Conf. Cup 2001 - 1º turno                                              | -                                                                      |                                                                        |
| 3-6-2001                                                               | Ulsan                                                                  | Francia                                                                | 4 – 0                                                                  | Messico                                                                | Conf. Cup 2001 - 1º turno                                              | -                                                                      |                                                                        |
| 20-6-2001                                                              | San Pedro Sula                                                         | Honduras                                                               | 3 – 1                                                                  | Messico                                                                | Qual. Mondiali 2002                                                    | -                                                                      |                                                                        |
| 1-7-2001                                                               | Città del Messico                                                      | Messico                                                                | 1 – 0                                                                  | Stati Uniti                                                            | Qual. Mondiali 2002                                                    | 1                                                                      |                                                                        |
| 12-7-2001                                                              | Cali                                                                   | Messico                                                                | 1 – 0                                                                  | Brasile                                                                | Coppa America 2001 - 1º turno                                          | 1                                                                      |                                                                        |
| 15-7-2001                                                              | Cali                                                                   | Paraguay                                                               | 0 – 0                                                                  | Messico                                                                | Coppa America 2001 - 1º turno                                          | -                                                                      |                                                                        |
| 18-7-2001                                                              | Cali                                                                   | Perù                                                                   | 1 – 0                                                                  | Messico                                                                | Coppa America 2001 - 1º turno                                          | -                                                                      |                                                                        |
| 25-7-2001                                                              | Pereira                                                                | Messico                                                                | 2 – 1                                                                  | Uruguay                                                                | Coppa America 2001 - Semifinale                                        | 1                                                                      |                                                                        |
| 29-7-2001                                                              | Bogotà                                                                 | Colombia                                                               | 1 – 0                                                                  | Messico                                                                | Coppa America 2001 - Finale                                            | -                                                                      |                                                                        |
| 23-8-2001                                                              | Veracruz                                                               | Messico                                                                | 5 – 4                                                                  | Liberia                                                                | Amichevole                                                             | 1                                                                      |                                                                        |
| 2-9-2001                                                               | Kingston                                                               | Giamaica                                                               | 1 – 2                                                                  | Messico                                                                | Qual. Mondiali 2002                                                    | -                                                                      |                                                                        |
| 5-9-2001                                                               | Città del Messico                                                      | Messico                                                                | 3 – 0                                                                  | Trinidad e Tobago                                                      | Qual. Mondiali 2002                                                    | -                                                                      |                                                                        |
| 13-2-2002                                                              | Phoenix                                                                | Messico                                                                | 1 – 2                                                                  | Jugoslavia                                                             | Amichevole                                                             | -                                                                      |                                                                        |
| 13-3-2002                                                              | San Diego                                                              | Albania                                                                | 0 – 4                                                                  | Messico                                                                | Amichevole                                                             | 1                                                                      |                                                                        |
| 17-4-2002                                                              | East Rutherford                                                        | Bulgaria                                                               | 0 – 1                                                                  | Messico                                                                | Amichevole                                                             | -                                                                      |                                                                        |
| 12-5-2002                                                              | Città del Messico                                                      | Messico                                                                | 2 – 1                                                                  | Colombia                                                               | Amichevole                                                             | 1                                                                      |                                                                        |
| 16-5-2002                                                              | San Francisco                                                          | Messico                                                                | 1 – 0                                                                  | Bolivia                                                                | Amichevole                                                             | -                                                                      |                                                                        |
| 3-6-2002                                                               | Niigata                                                                | Croazia                                                                | 0 – 1                                                                  | Messico                                                                | Mondiali 2002 - 1º turno                                               | -                                                                      |                                                                        |
| 9-6-2002                                                               | Rifu                                                                   | Messico                                                                | 2 – 1                                                                  | Ecuador                                                                | Mondiali 2002 - 1º turno                                               | 1                                                                      |                                                                        |
| 13-6-2002                                                              | Oita                                                                   | Italia                                                                 | 1 – 1                                                                  | Messico                                                                | Mondiali 2002 - 1º turno                                               | 1                                                                      |                                                                        |
| 17-6-2002                                                              | Jeonju                                                                 | Stati Uniti                                                            | 2 – 0                                                                  | Messico                                                                | Mondiali 2002 - Ottavi di finale                                       | -                                                                      |                                                                        |
| 12-2-2003                                                              | Phoenix                                                                | Colombia                                                               | 0 – 0                                                                  | Messico                                                                | Amichevole                                                             | -                                                                      |                                                                        |
| 19-3-2003                                                              | Dallas                                                                 | Messico                                                                | 2 – 0                                                                  | Bolivia                                                                | Amichevole                                                             | -                                                                      |                                                                        |
| 26-3-2003                                                              | San Diego                                                              | Paraguay                                                               | 1 – 1                                                                  | Messico                                                                | Amichevole                                                             | -                                                                      |                                                                        |
| 30-4-2003                                                              | Guadalajara                                                            | Brasile                                                                | 0 – 0                                                                  | Messico                                                                | Amichevole                                                             | -                                                                      |                                                                        |
| 6-7-2003                                                               | Los Angeles                                                            | Messico                                                                | 1 – 2                                                                  | El Salvador                                                            | Amichevole                                                             | -                                                                      |                                                                        |
| 13-7-2003                                                              | Città del Messico                                                      | Brasile                                                                | 0 – 1                                                                  | Messico                                                                | Gold Cup 2003 - 1º turno                                               | 1                                                                      |                                                                        |
| 17-7-2003                                                              | Città del Messico                                                      | Honduras                                                               | 0 – 0                                                                  | Messico                                                                | Gold Cup 2003 - 1º turno                                               | -                                                                      |                                                                        |
| 20-7-2003                                                              | Città del Messico                                                      | Messico                                                                | 5 – 0                                                                  | Giamaica                                                               | Gold Cup 2003 - Quarti                                                 | 1                                                                      |                                                                        |
| 24-7-2003                                                              | Città del Messico                                                      | Costa Rica                                                             | 0 – 2                                                                  | Messico                                                                | Gold Cup 2003 - Semifinale                                             | 1                                                                      |                                                                        |
| 27-7-2003                                                              | Città del Messico                                                      | Brasile                                                                | 0 – 1 gg                                                               | Messico                                                                | Gold Cup 2003 - Finale                                                 | -                                                                      | [ 1 ]                                                                  |
| 20-8-2003                                                              | East Rutherford                                                        | Messico                                                                | 1 – 3                                                                  | Perù                                                                   | Amichevole                                                             | -                                                                      |                                                                        |
| 31-3-2004                                                              | Carson City                                                            | Messico                                                                | 2 – 0                                                                  | Costa Rica                                                             | Amichevole                                                             | -                                                                      |                                                                        |
| 28-4-2004                                                              | Dallas                                                                 | Stati Uniti                                                            | 1 – 0                                                                  | Messico                                                                | Amichevole                                                             | -                                                                      |                                                                        |
| 19-6-2004                                                              | San Antonio                                                            | Messico                                                                | 10 – 0                                                                 | Dominica                                                               | Qual. Mondiali 2006                                                    | 2                                                                      |                                                                        |
| 26-6-2004                                                              | Aguascalientes                                                         | Messico                                                                | 8 – 0                                                                  | Dominica                                                               | Qual. Mondiali 2006                                                    | 2                                                                      |                                                                        |
| 7-7-2004                                                               | Chiclayo                                                               | Uruguay                                                                | 2 – 2                                                                  | Messico                                                                | Coppa America 2004 - 1º turno                                          | -                                                                      |                                                                        |
| 10-7-2004                                                              | Chiclayo                                                               | Messico                                                                | 1 – 0                                                                  | Argentina                                                              | Coppa America 2004 - 1º turno                                          | -                                                                      |                                                                        |
| 18-7-2004                                                              | Piura                                                                  | Brasile                                                                | 4 – 0                                                                  | Messico                                                                | Coppa America 2004 - 1º turno                                          | -                                                                      |                                                                        |
| 8-9-2004                                                               | Port of Spain                                                          | Trinidad e Tobago                                                      | 1 – 3                                                                  | Messico                                                                | Qual. Mondiali 2006                                                    | 1                                                                      |                                                                        |
| 6-10-2004                                                              | Pachuca                                                                | Messico                                                                | 7 – 0                                                                  | Saint Vincent e Grenadine                                              | Qual. Mondiali 2006                                                    | 4                                                                      |                                                                        |
| 10-10-2004                                                             | Kingstown                                                              | Saint Vincent e Grenadine                                              | 0 – 1                                                                  | Messico                                                                | Qual. Mondiali 2006                                                    | 1                                                                      |                                                                        |
| 13-10-2004                                                             | Puebla de Zaragoza                                                     | Messico                                                                | 3 – 0                                                                  | Trinidad e Tobago                                                      | Qual. Mondiali 2006                                                    | -                                                                      |                                                                        |
| 26-1-2005                                                              | San Diego                                                              | Messico                                                                | 0 – 0                                                                  | Svezia                                                                 | Amichevole                                                             | -                                                                      |                                                                        |
| 9-2-2005                                                               | San Jose                                                               | Costa Rica                                                             | 1 – 2                                                                  | Messico                                                                | Qual. Mondiali 2006                                                    | -                                                                      |                                                                        |
| 27-3-2005                                                              | Città del Messico                                                      | Messico                                                                | 2 – 1                                                                  | Stati Uniti                                                            | Qual. Mondiali 2006                                                    | 1                                                                      |                                                                        |
| 30-3-2005                                                              | Panama                                                                 | Panama                                                                 | 1 – 1                                                                  | Messico                                                                | Qual. Mondiali 2006                                                    | -                                                                      |                                                                        |
| 4-6-2005                                                               | Città del Guatemala                                                    | Guatemala                                                              | 0 – 2                                                                  | Messico                                                                | Qual. Mondiali 2006                                                    | -                                                                      |                                                                        |
| 8-6-2005                                                               | Monterrey                                                              | Messico                                                                | 2 – 0                                                                  | Trinidad e Tobago                                                      | Qual. Mondiali 2006                                                    | 1                                                                      |                                                                        |
| 16-6-2005                                                              | Hannover                                                               | Giappone                                                               | 1 – 2                                                                  | Messico                                                                | Conf. Cup 2005 - 1º turno                                              | -                                                                      |                                                                        |
| 19-6-2005                                                              | Hannover                                                               | Messico                                                                | 1 – 0                                                                  | Brasile                                                                | Conf. Cup 2005 - 1º turno                                              | 1                                                                      |                                                                        |
| 26-6-2005                                                              | Hannover                                                               | Argentina                                                              | 1 – 1 dts (6 – 5 dtr)                                                  | Messico                                                                | Conf. Cup 2005 - Semifinale                                            | -                                                                      |                                                                        |
| 29-6-2005                                                              | Hannover                                                               | Germania                                                               | 4 – 3                                                                  | Messico                                                                | Conf. Cup 2005 - Finale 3º posto                                       | 2                                                                      |                                                                        |
| 8-7-2005                                                               | Carson City                                                            | Sudafrica                                                              | 2 – 1                                                                  | Messico                                                                | Gold Cup 2005 - 1º turno                                               | -                                                                      |                                                                        |
| 10-7-2005                                                              | Los Angeles                                                            | Messico                                                                | 4 – 0                                                                  | Guatemala                                                              | Gold Cup 2005 - 1º turno                                               | 2                                                                      |                                                                        |
| 13-7-2005                                                              | Houston                                                                | Messico                                                                | 1 – 0                                                                  | Giamaica                                                               | Gold Cup 2005 - 1º turno                                               | -                                                                      |                                                                        |
| 17-8-2005                                                              | Città del Messico                                                      | Messico                                                                | 2 – 0                                                                  | Costa Rica                                                             | Qual. Mondiali 2006                                                    | 1                                                                      |                                                                        |
| 3-9-2005                                                               | Columbus                                                               | Stati Uniti                                                            | 2 – 0                                                                  | Messico                                                                | Qual. Mondiali 2006                                                    | -                                                                      |                                                                        |
| 7-9-2005                                                               | Città del Messico                                                      | Messico                                                                | 5 – 0                                                                  | Panama                                                                 | Qual. Mondiali 2006                                                    | 1                                                                      |                                                                        |
| 1-3-2006                                                               | Frisco                                                                 | Messico                                                                | 1 – 0                                                                  | Ghana                                                                  | Amichevole                                                             | -                                                                      |                                                                        |
| 27-5-2006                                                              | Saint-Denis                                                            | Francia                                                                | 1 – 0                                                                  | Messico                                                                | Amichevole                                                             | -                                                                      |                                                                        |
| 1-6-2006                                                               | Eindhoven                                                              | Paesi Bassi                                                            | 2 – 1                                                                  | Messico                                                                | Amichevole                                                             | 1                                                                      |                                                                        |
| 11-6-2006                                                              | Norimberga                                                             | Messico                                                                | 3 – 1                                                                  | Iran                                                                   | Mondiali 2006 - 1º turno                                               | -                                                                      |                                                                        |
| 24-6-2006                                                              | Lipsia                                                                 | Argentina                                                              | 2 – 1                                                                  | Messico                                                                | Mondiali 2006 - Ottavi di finale                                       | -                                                                      |                                                                        |
| 7-2-2007                                                               | Phoenix                                                                | Stati Uniti                                                            | 2 – 0                                                                  | Messico                                                                | Amichevole                                                             | -                                                                      |                                                                        |
| 25-3-2007                                                              | Monterrey                                                              | Messico                                                                | 2 – 1                                                                  | Paraguay                                                               | Amichevole                                                             | 2                                                                      |                                                                        |
| 28-3-2007                                                              | Oakland                                                                | Ecuador                                                                | 2 – 4                                                                  | Messico                                                                | Amichevole                                                             | -                                                                      |                                                                        |
| 2-6-2007                                                               | San Luis Potosí                                                        | Messico                                                                | 4 – 0                                                                  | Iran                                                                   | Amichevole                                                             | 1                                                                      |                                                                        |
| 8-6-2007                                                               | L'Avana                                                                | Cuba                                                                   | 1 – 2                                                                  | Messico                                                                | Amichevole                                                             | 1                                                                      |                                                                        |
| 13-6-2007                                                              | Houston                                                                | Messico                                                                | 1 – 0                                                                  | Panama                                                                 | Amichevole                                                             | -                                                                      |                                                                        |
| 17-6-2007                                                              | Denver                                                                 | Messico                                                                | 1 – 0                                                                  | Costa Rica                                                             | Amichevole                                                             | 1                                                                      |                                                                        |
| 21-6-2007                                                              | Chicago                                                                | Guadalupa                                                              | 0 – 1                                                                  | Messico                                                                | Amichevole                                                             | -                                                                      |                                                                        |
| 24-6-2007                                                              | Dallas                                                                 | Stati Uniti                                                            | 2 – 1                                                                  | Messico                                                                | Amichevole                                                             | -                                                                      |                                                                        |
| 4-6-2008                                                               | San Diego                                                              | Messico                                                                | 1 – 4                                                                  | Argentina                                                              | Amichevole                                                             | -                                                                      |                                                                        |
| 15-6-2008                                                              | Houston                                                                | Belize                                                                 | 0 – 2                                                                  | Messico                                                                | Amichevole                                                             | 1                                                                      |                                                                        |
| 22-6-2008                                                              | Monterrey                                                              | Messico                                                                | 7 – 0                                                                  | Belize                                                                 | Amichevole                                                             | 2                                                                      |                                                                        |
| Totale                                                                 |                                                                        | Presenze                                                               | 89                                                                     |                                                                        | Reti (2º posto)                                                        | 46                                                                     |                                                                        |

## Palmarès

### Club

#### Competizioni nazionali
- Campionato messicano: 2

Santos Laguna: Invierno 1996, Verano 2001
- InterLiga: 1

Santos Laguna: 2004
- Campionato saudita: 1

Al-Ittihād: 2006-2007

#### Competizioni internazionali
- SuperLiga nordamericana: 1

Monarcas Morelia: 2010

### Individuale
- Pallone d'oro (Messico): 2

Inverno 2000, Estate 2001